# Radebeuler Johannisberg
Der Radebeuler Johannisberg ist die westliche der drei Einzelweinlagen der Großlage Lößnitz. Sie liegt in den Stadtteilen Niederlößnitz, Naundorf und Zitzschewig der Stadt Radebeul im Weinbaugebiet Sachsen. Die Weinlage Johannisberg heißt nach dem Weinberg Johannisberg innerhalb dieser Weinlage.

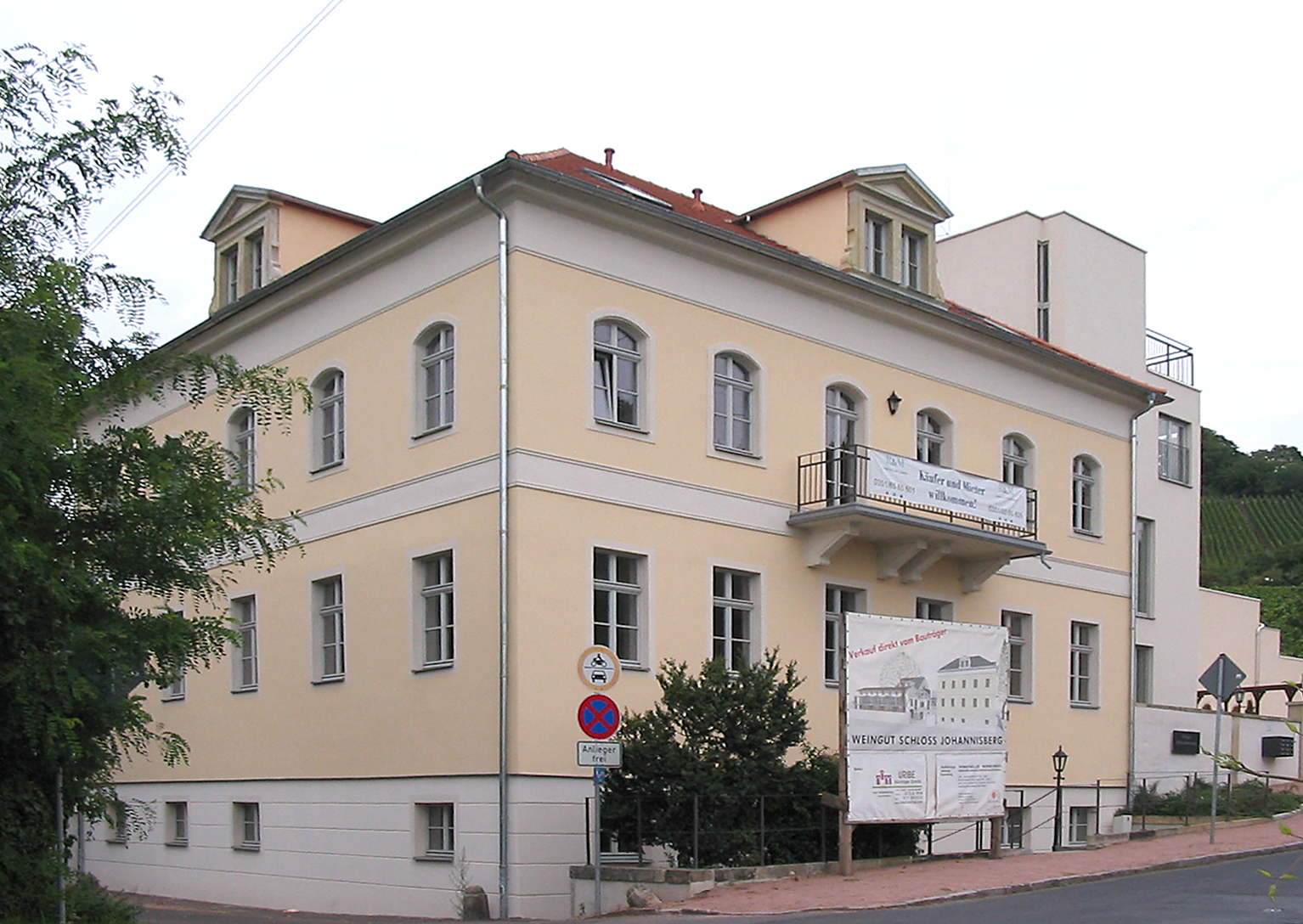
Herrenhaus Johannisberg, rechts im Hintergrund der Weinberg Johannisberg

Die die Landschaft Lößnitz prägenden Steillagen aus Granit-Porphyr und Syenitverwitterungsböden mit ihren trockengesetzten Syenit-Weinbergsmauern sind nicht nur als Landschaftsschutzgebiet ausgewiesen, sondern auch seit 1999 insgesamt als Denkmalschutzgebiet Historische Weinberglandschaft Radebeul geschützt worden.
Der Wein in der Einzellage Johannisberg wird von mehreren Weinbaubetrieben angebaut, hauptsächlich vom Sächsischen Staatsweingut auf Schloss Wackerbarth, aber auch von den gemeinschaftlich organisierten Steillagenwinzern der Weinbau-Gemeinschaft Zitzschewig und der Weinbau-Gemeinschaft Niederlößnitz.

## Lage und Weinberge

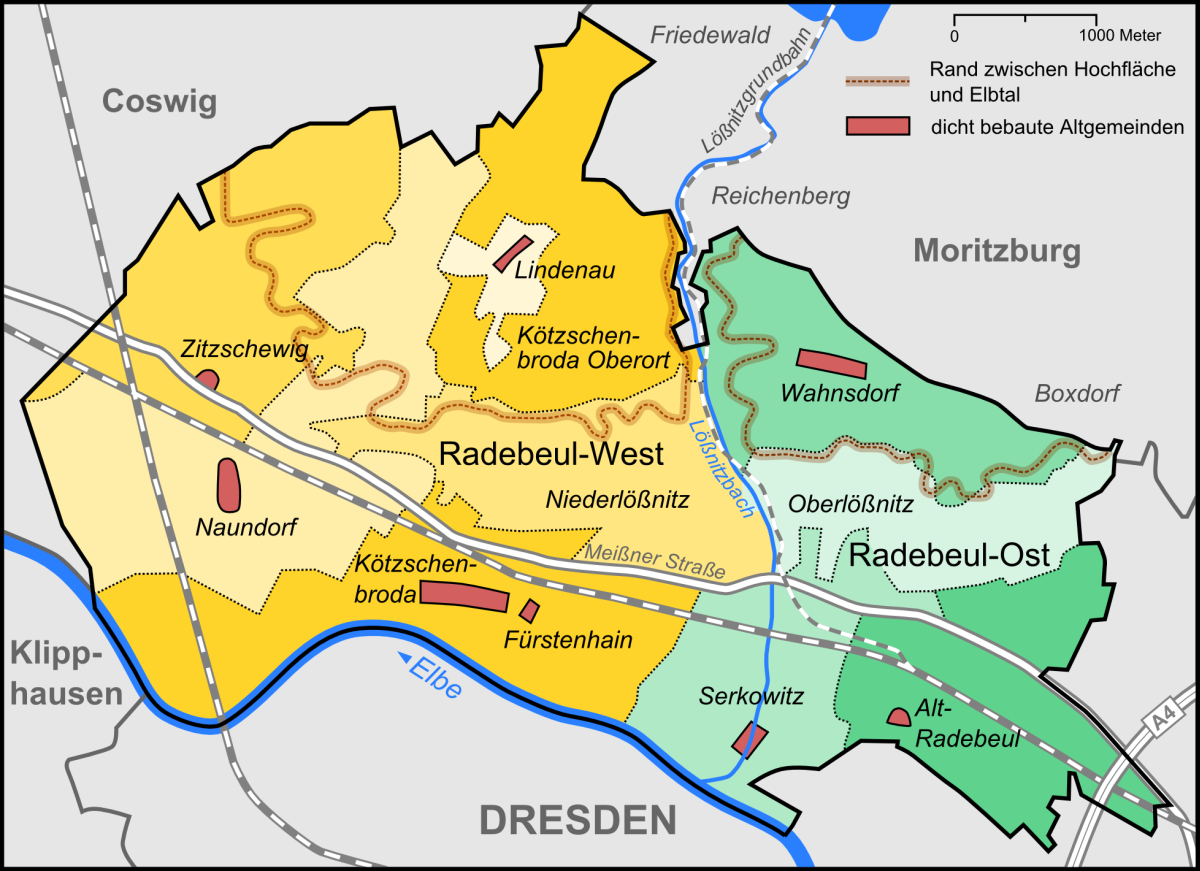
Der Johannisberg liegt im westlichen Teil von Niederlößnitz und von dort bis zur westlichen Stadtgrenze (braun: Die Hangkante mit den Steillagen nach Süden)

Die Lage Radebeuler Johannisberg befindet sich in Niederlößnitz, Naundorf und Zitzschewig. Sie reicht von der Moritzburger Straße, der Verbindung vom Anger von Kötzschenbroda an Lindenau vorbei nach Friedewald, westwärts bis über die Stadtgrenze hinaus. Sie umfasst ca. 31 ha.
Zu den zusammen ca. 6,7 ha Steillagen gehören die folgenden Weinberge:
- Talkenberg
- Paulsberg
- Krapenberg
- Zechstein
- Wettinhöhe
- Wackerbarth
- Jacobstein

Das für die Einzellage namensgebende ehemalige Weingut mit dem Weinberg Johannisberg liegt auf Naundorfer Flur nördlich der Meißner Straße und westlich der Kottenleite, der Weinberg ist eher flachgeneigt.

## Klima und Geologie
Die Lößnitz liegt im Elbtal im Norden der Elbe und profitiert damit vom mildernden Einfluss dieses Flusses. Aufgrund der klimatischen Bedingungen auf der Südseite des Steilanstiegs des Elbhangs ist in Radebeul Edelobst- und Weinanbau möglich. Die jährliche Durchschnittstemperatur liegt bei 9,2 °C. Die durchschnittliche jährliche Sonnenscheindauer, gemessen am Klimadiagramm der ehemaligen Wetterwarte Wahnsdorf, liegt mit 1634 Stunden über dem bundesdeutschen Schnitt von 1541 Stunden.
Da Radebeul im Elbtal das mildeste Klima von Sachsen hat, wird es auch Sächsisches Nizza genannt, zurückgehend auf einen Ausspruch des sächsischen Königs Johann um 1860.
Die Lößnitz steigt von der Elbaue über die Elbterrasse bis zum Steilanstieg des Elbhangs, der als Teil der Lausitzer Verwerfung aus Syenitverwitterungsböden besteht und in die Hochfläche der Lausitzer Platte übergeht. Sie wird durch mehrere Kerbtäler zerschnitten, von denen der Lößnitzgrund mit dem Lößnitzbach dauerhaft Wasser führt, während die anderen Täler, der Fiedlergrund, der Kroatengrund und der Rietzschkegrund durch sogenanntes Verlorenes Wasser gebildet werden, das nach Erreichen des wasserdurchlässigen Sandbodens der Elbterrassen versickert und wieder ins Grundwasser übergeht.
Wegen der Steilheit vieler Lagen oberhalb der Elbmittelterrasse mit ihren 30 % bis maximal über 100 % Steigung ist die Bodenschicht aus Verwitterungsprodukten des Unterbodens recht dünn. Die Reben müssen deshalb häufig im Terrassenbau mit Trockenmauern angebaut werden.

## Rebsorten imJohannisberg
Während der sächsische Anbau im Mittelalter hauptsächlich vom Gemischten Satz geprägt war, dominiert seit Anfang des 17. Jahrhunderts der sortenreine Anbau („nach württemberger Art“). Hauptsächlich verbreitet sind Müller-Thurgau, Riesling, Weißburgunder, Ruländer, Traminer, Kerner, Spätburgunder und Scheurebe. Der Goldriesling wird in Deutschland lediglich in Sachsen angebaut.
| \| \| Angebaute weiße und rote Rebsorten (Hauptsorten fett dargestellt) \| | \| \| Angebaute weiße und rote Rebsorten (Hauptsorten fett dargestellt) \| | \| \| Angebaute weiße und rote Rebsorten (Hauptsorten fett dargestellt) \| | \| \| Angebaute weiße und rote Rebsorten (Hauptsorten fett dargestellt) \| |
| -------------------------------------------------------------------------- | -------------------------------------------------------------------------- | -------------------------------------------------------------------------- | -------------------------------------------------------------------------- |
| - Gewürztraminer (Traminer) - Goldriesling                                 | - Grauburgunder (Ruländer) - Kerner - Morio-Muskat                         | - Müller-Thurgau (Rivaner) - Riesling                                      | - Scheurebe - Weißer Burgunder                                             |
| - Domina - Dornfelder                                                      | - Lemberger                                                                | - Portugieser                                                              | - Spätburgunder                                                            |
|                                                                            | Angebaute weiße und rote Rebsorten (Hauptsorten fett dargestellt)          |                                                                            |                                                                            |

Der unterhalb des Zechsteins in Zitzschewig langführende Zechsteinweg ist der Lehrpfad des sächsischen Weinbaus mit allen im oberen Elbtal angebauten Rebsorten, jede mit kurz gefasster Charakteristik und ihren Anbauansprüchen.

## Geschichte der Kulturdenkmäler
Siehe auch: Geschichte des Weinbaus in der Lößnitz

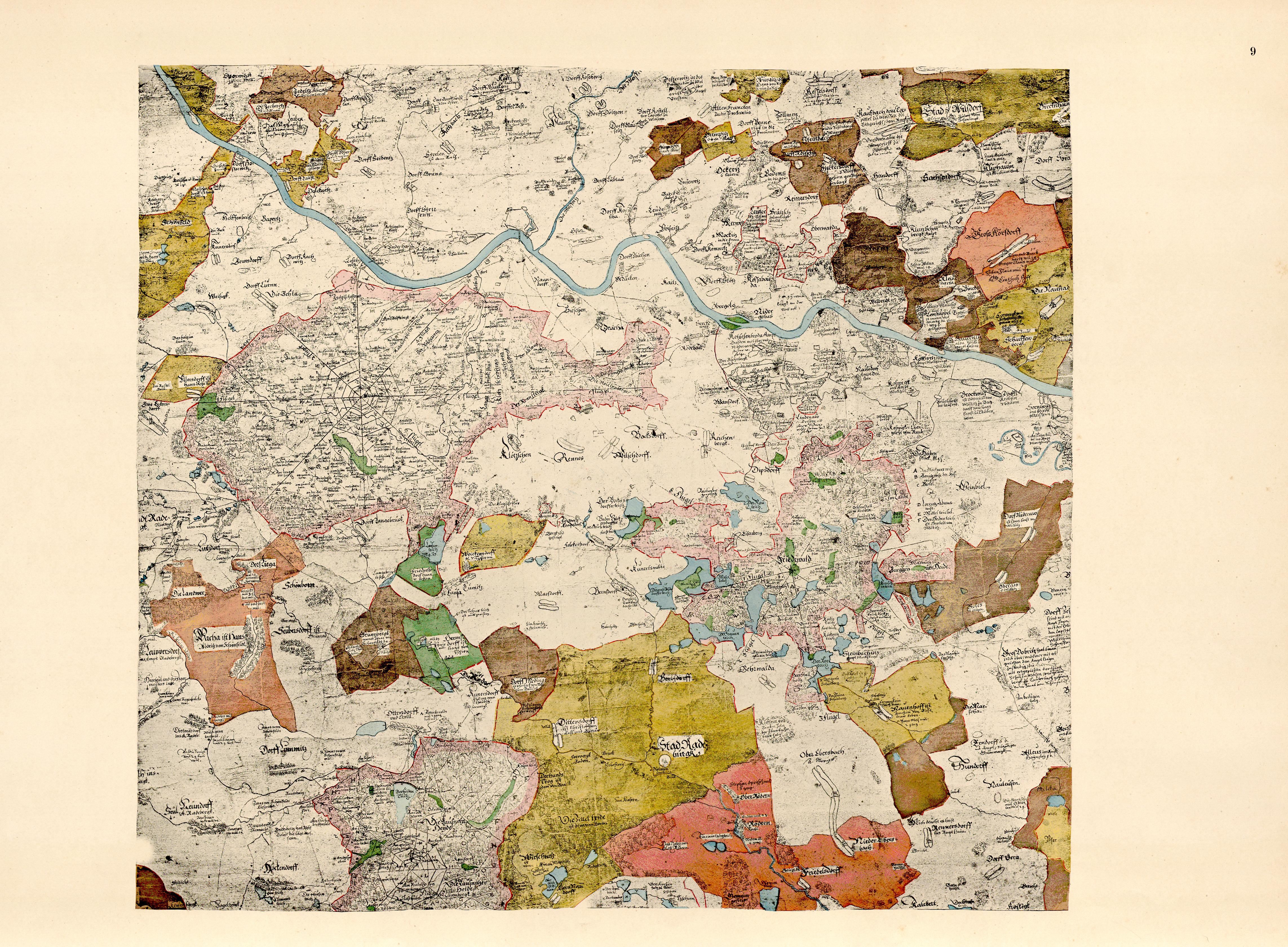
Oeder, Tafel IX (Karte verkehrt herum, Süden oben!)

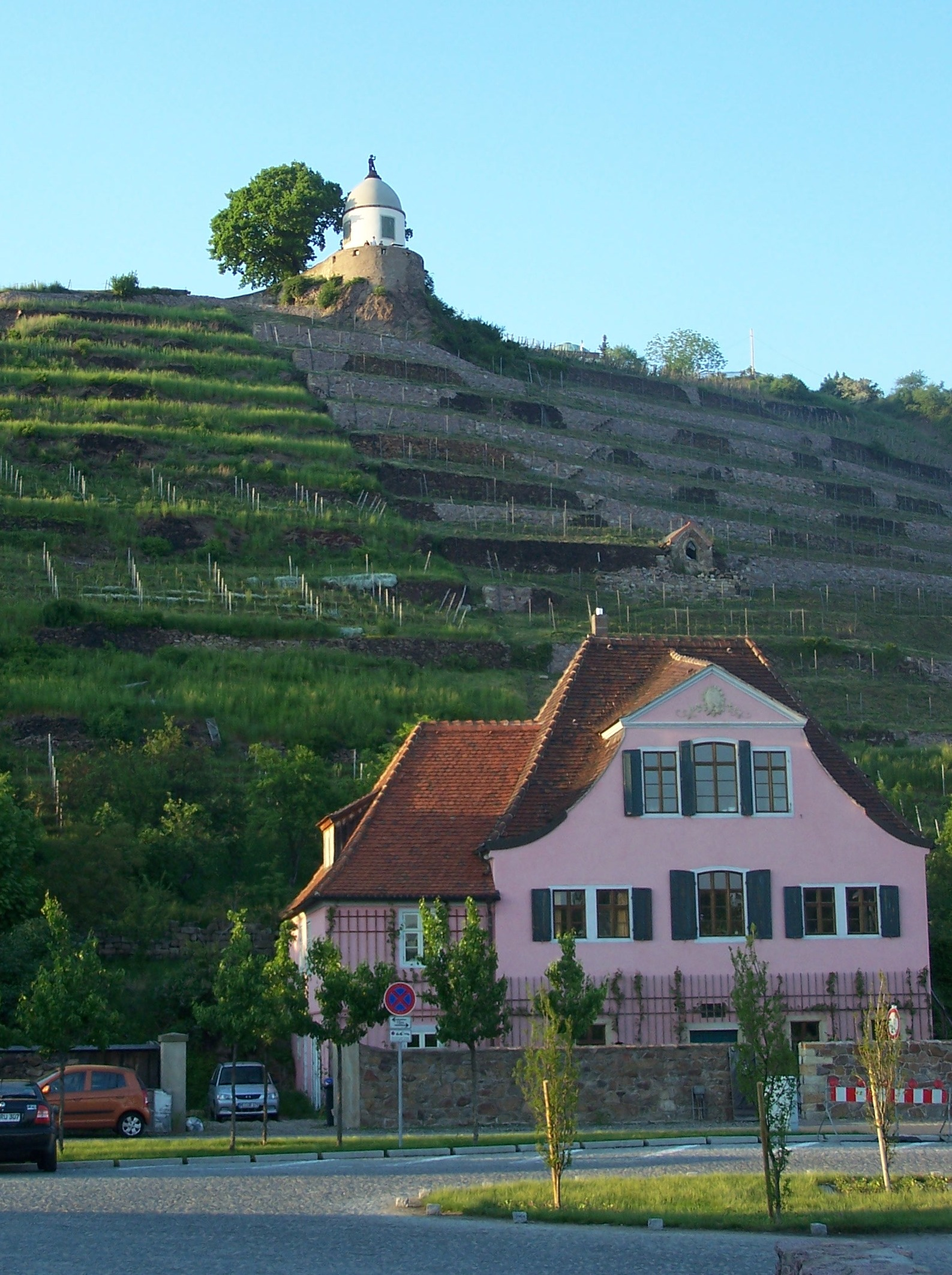
Haus Fliegenwedel mit Jacobstein oben

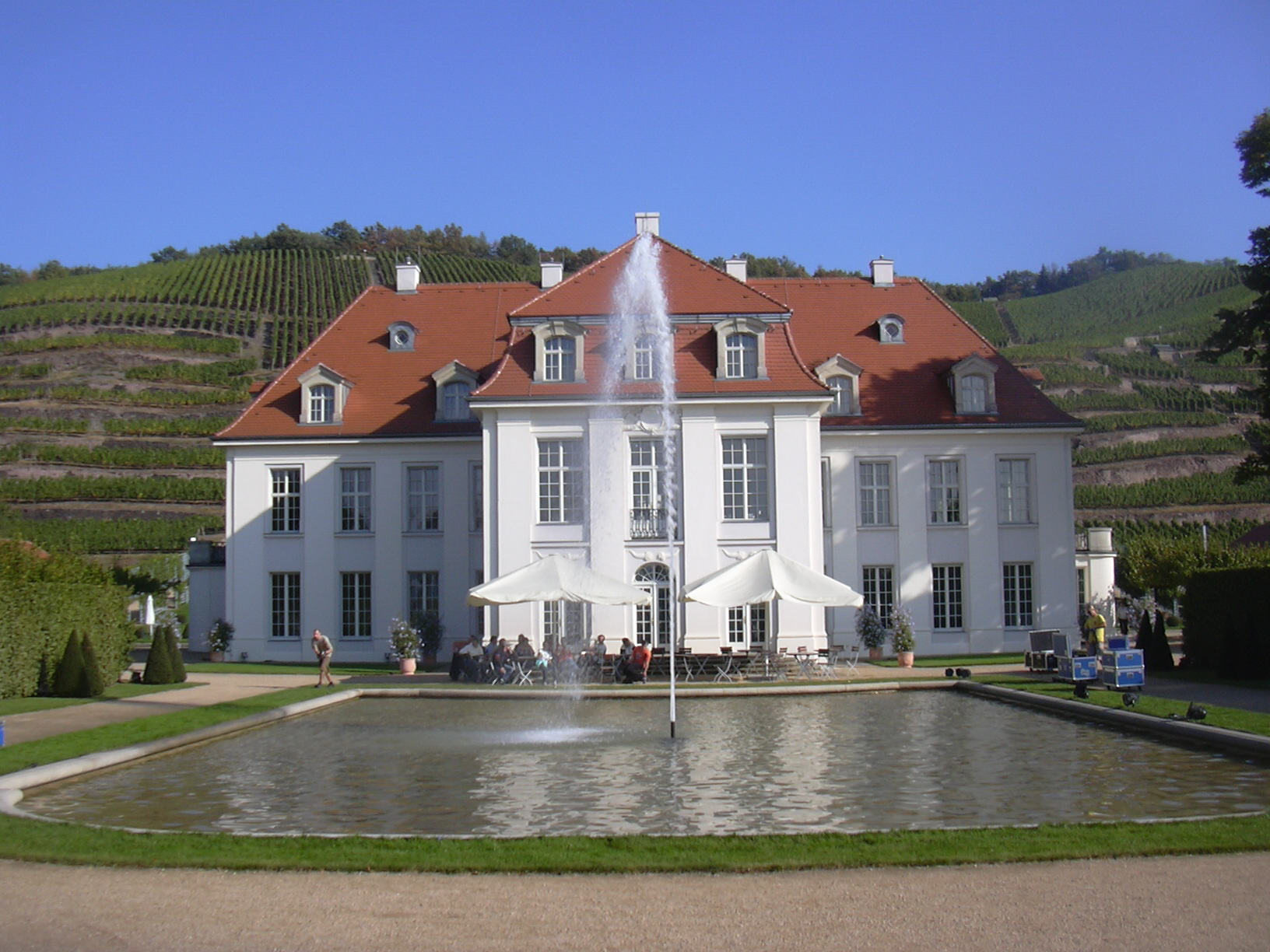
Schloss Wackerbarths Ruh' vor eigenem Weinberg Wackerbarth

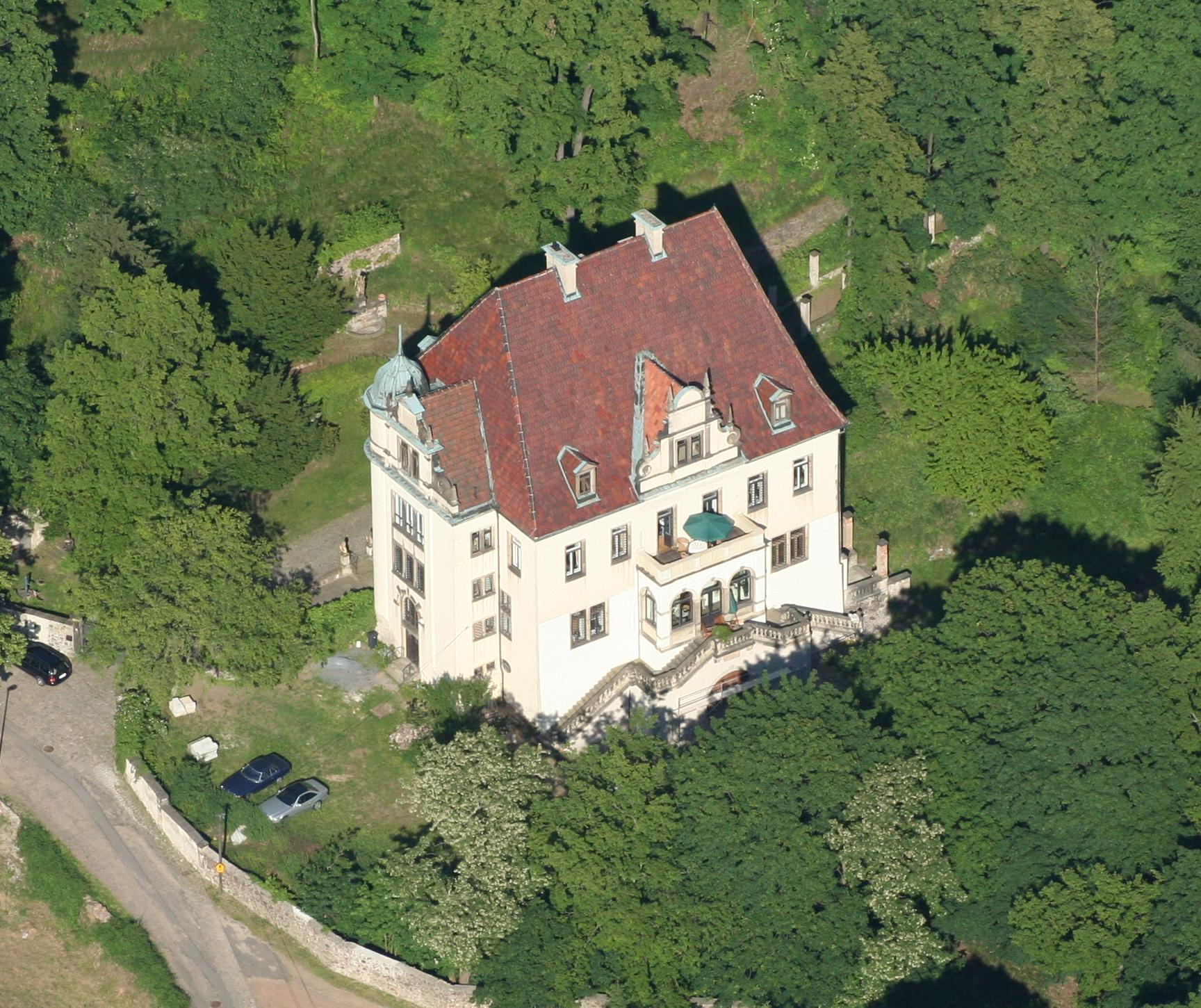
Hohenhaus Radebeul

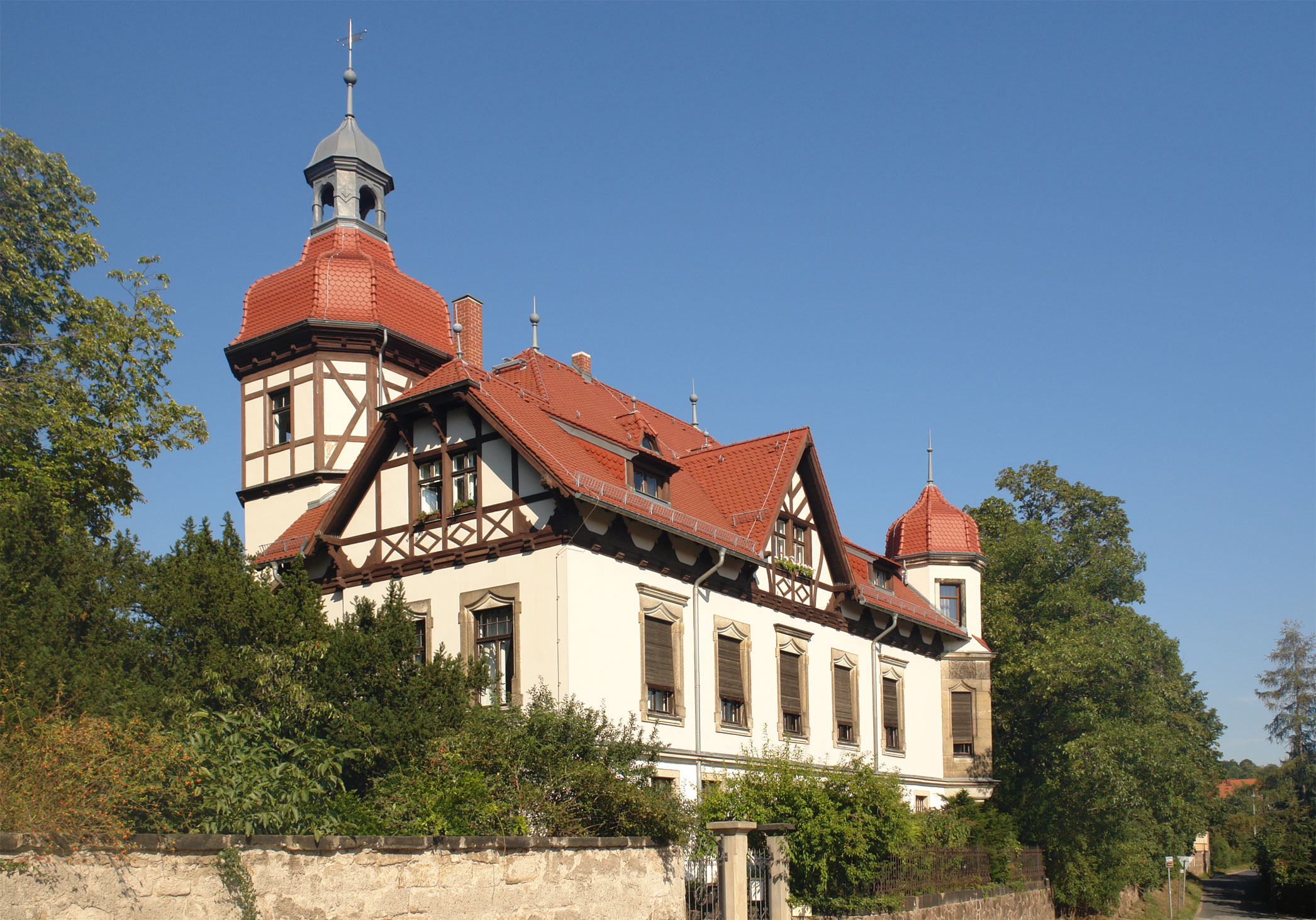
Krapenburg

Der erste Automobilbauer in Sachsen Emil Nacke (1843–1933) erwarb 1897 das Weingut Johannisberg in Naundorf nördlich der Meißner Straße an der Kottenleite, in dem er bis zu seinem Lebensende auch wohnte. Der namensgleiche Weinberg, der inzwischen zu Schloss Wackerbarth gehört, ist Namensgeber für die Weinlage Radebeuler Johannisberg. Nacke war ein erfolgreicher Winzer. Im Kötzschenbrodaer General-Anzeiger vom 3. September 1903 bestätigte ihm die Kommission zur Reblauskontrolle: „… dieser wirklich mit vielen Geldopfern, prächtig angelegte Weinberg verdient die höchste Anerkennung und zeichnen sich die Reben durch äußerst üppigen, kräftigen Wuchs aus.“ Der Johannisberg war einer der wenigen Weinberge in der Lößnitz, der von der Reblauskatastrophe verschont blieb.
Westlich des Johannisbergs befindet sich die Bischofspresse, die bis zur Säkularisation 1539 den Meißner Bischöfen gehörte, bei Matthias Oeder hieß sie Simon Claus Preß. Während das erste Gebäude vermutlich um 1680 errichtet wurde, bekam es 1773 eine Verlängerung um vier Meter auf die heutigen Abmessungen. Um 1800 stellte der damalige Besitzer, der Dresdner Stadtchirurg M. Elz im Garten einen klassizistischen Rundtempel auf, der 1970 abgebaut und Mitte der 1990er Jahre wieder aufgebaut wurde.
Ebenfalls bereits im 15. Jahrhundert im Besitz der Meißner Bischöfe war die als Landeskrone bezeichnete Bergkuppe auf Zitzschewiger Flur. Seit 1758 ist der Name Wettins Höhe belegt. Auf dem dazugehörigen Weingut entstand 1858 der Mittelbau der dortigen Villa (Haus Wettinhöhe), die 1879/1880 durch die Gebrüder Ziller zum heutigen repräsentativen, sogenannten Schloss Wettinhöhe erweitert wurde.
Der erste urkundlich bekannte Besitzer des Mohrenhauses war 1544 Hans Hutter aus Leipzig. 1819 wurde es von Ludwig Pilgrim, einem Leipziger Kaufmann, gekauft, der Mitbegründer der Sektkellerei Bussard auf der gegenüberliegenden Hangkante in der Lage Steinrücken war. Er nutzte seinen Besitz zur Lagerung von Wein.
Das ehemalige Weingut Zechstein mit Weinbergs- und Waldbesitz existierte bereits im 17. Jahrhundert, es liegt auf Zitzschewiger Flur westlich der Barkengasse in der Nähe des Hohenhauses. Ab 1795 war es im Besitz des Reichsgrafen Friedrich Magnus I. zu Solms-Wildenfels (1743–1801). Das heutige, zweistöckige Herrenhaus entstand 1852 anstelle eines bereits 1706 erwähnten Vorgängergebäudes.
1675 entstand das barocke Haus Fliegenwedel, zu dem der Weinberg Fliegenwedel gehörte. Während und nach der Regierungszeit Augusts des Starken wurden vermehrt Landhäuser in der Niederlößnitz gebaut, so beispielsweise ab 1727 Wackerbarths Ruh’. Oberhalb von Schloss Wackerbarth und Fliegenwedel steht auf der Kante des Elbhangs, den Lößnitzhöhen, der Jacobstein, ein Weinbergspavillon von 1742.
Zwischen 1679 und 1750 wurden auf Zitzschewiger Flur acht selbstständige Bergteile zu dem Weinbergsbesitz Paulsberg zusammengefügt. Einer davon, Sydenberg beziehungsweise Seydenberg genannt, war bereit 1436 als Weinberg bekannt. Das am Eingang des Rietzschkegrunds gelegene Herrenhaus wurde Anfang des 19. Jahrhunderts klassizistisch umgebaut. 1913 erhielt das Herrenhaus einen Erweiterungsbau von dem Hellerauer Jugendstil-Architekten Richard Riemerschmid.
1742 verklagten die Brauwirte der Niederschänke, der Oberschänke und des Gasthofs in Naundorf den Schankwirt der Winkelschänke auf dem Weinberg Liborius, östlich vom Jacobstein, in seinem Weinausschank unerlaubt Bier aus Cossebaude und Oberwartha auszuschenken. Die Klage wurde jedoch abschlägig beschieden, da „die Kötzschenbrodaer Richter und Schöppen das Bier der eigenen Schenken als schlecht und untrinkbar“ bezeichneten.
1743 entstand das Gebäude auf dem Rooseschen Weinberg, einem großen Weinbergsbesitz, welchen der ehemalige sächsische Premierminister Heinrich von Brühl 1763 Friedstein kurz vor seinem Tod erwarb und in Mon Repos umbenannte. Später wurde daraus erst Friedstein und dann Altfriedstein. 1771 entstand auf dem westlichen Teil von Friedstein Neufriedstein mit seinem Berghaus (Mätressenschlösschen).
Weiter westlich in Zitzschewig hielt sich zwischen 1881 und 1885 der Dramatiker Gerhart Hauptmann häufig im Hohenhaus auf, der Hang wurde bereits im 13. Jahrhundert als Weinberg erwähnt wurde. Hier entstand im 15. Jahrhundert die Sommerresidenz der Meißner Bischöfe, die bis Mitte des 16. Jahrhunderts in deren Besitz verblieb. Während des 17. Jahrhunderts erfolgte der Umbau eines Winzerhauses zum Hohenhaus, das allerdings erst Ende des 19. Jahrhunderts sein heutiges Aussehen erhielt.
Die Krapenburg liegt auf dem Weinberg Krapenberg, der auch heute noch zu den genutzten Weinbergen gehört. Dort wurde vermutlich schon vor 800 Jahren Weinbau betrieben. Zu DDR-Zeiten befand sich auf dem Krapenberg die Staatliche Rebenversuchsstation der DDR.

## Ortsansässige Weingüter und Winzereien
- Kastler Wein
- Kastler Friedland Winzer
- Winzerhof Rößler